# Willem II van Engeland
Willem II (bijgenaamd Rufus, vanwege zijn rode gezicht) (Normandië, ca. 1060 – New Forest, 2 augustus 1100) was koning van Engeland van 1087 tot 1100. Hij was de derde zoon van Willem de Veroveraar en Mathilde van Vlaanderen.

## Levensloop
Na de dood van Willem de Veroveraar in 1087 werden diens belangrijkste bezittingen onder zijn twee oudste zoons verdeeld. Rufus was op dat moment de op-één-na-oudste omdat zijn broer Richard enige tijd eerder was omgekomen tijdens een jachtpartij in de New Forest. Zijn oudere broer Robert erfde het hertogdom Normandië terwijl Willem Rufus het minder belangrijke gebied Engeland kreeg toebedeeld. (Onder Engeland werd destijds een veel kleiner gebied verstaan dan tegenwoordig.)
De verdeling van het land van Willem I in twee delen aan beide zijden van Het Kanaal leidde tot een dilemma voor die edelen die land bezaten in beide gebieden. Aangezien Robert en zijn jongere broer Willem elkaars rivalen waren, vreesden deze edelen (een deel van) hun bezittingen te verliezen door loyaal te zijn aan de één of aan de ander. Zij zagen als oplossing de twee gebieden te verenigen onder één leider. Onder leiding van Odo, de machtige bisschop van Bayeux, ontstond een opstand tégen Willem en ten gunste van Robert. Met steun van de Engelsen wist Willem echter de opstand te bezweren en zijn leiderschap onbetwistbaar te maken.
Willem II maakte zich niet populairder bij de lokale adel door stevige belastingen te heffen. Bovendien keerde hij zich openlijk af van de christelijke kerk door zich kerkelijke bezittingen toe te eigenen en zich anderzijds ook immoreel te gedragen. In zijn tijd ontstond er een langdurige vete over de verhouding tussen kerk en staat. Deze Investituurstrijd bracht hem in ernstig conflict met de aartsbisschop van Canterbury, Anselmus, die hij dwong in ballingschap te gaan.
Hij voerde oorlog tegen Wales en Schotland. Toen zijn broer Robert in 1096 op kruistocht ging, verpachtte deze het graafschap Normandië aan Willem die vervolgens de verloren gegane gebieden Maine en Vexin heroverde.
Willem was een flamboyant figuur. Hij is nooit getrouwd geweest en had ook geen onwettige kinderen. Men neemt nu algemeen aan dat hij homoseksueel was. Het dagelijks leven aan zijn hof wordt in de kronieken beschreven als losbandig en vol geparfumeerde mannen.
In 1100 werd hij tijdens een jachtpartij in de New Forest dodelijk getroffen door een pijl. In de Engelse geschiedenis is 'jachtongeval' vaak een eufemisme voor 'politieke afrekening', vandaar dat er sinds Rufus' dood veel is gespeculeerd over kwade opzet. Zijn jongere broer Hendrik, die hem opvolgde als koning Hendrik I, wordt in zulke verhalen meestal beschouwd als het brein achter het plan. De timing van Willems dood kwam Hendrik inderdaad goed uit. Robert Curthose, de rechtmatige erfgenaam van de troon, kon na jarenlange afwezigheid immers ieder moment terugkeren.
Op het ter herinnering aan Good King Rufus opgerichte gedenkteken Rufus Stone staat Sir Walter Tyrell vermeld als degene die het fatale schot loste.
Willem II is begraven in de Kathedraal van Winchester.

## Voorouders
| Voorouders van Willem II van Engeland | Voorouders van Willem II van Engeland                                        | Voorouders van Willem II van Engeland                                        | Voorouders van Willem II van Engeland                                        | Voorouders van Willem II van Engeland                                        | Voorouders van Willem II van Engeland                                             | Voorouders van Willem II van Engeland                                             | Voorouders van Willem II van Engeland                                             | Voorouders van Willem II van Engeland                                             |
| ------------------------------------- | ---------------------------------------------------------------------------- | ---------------------------------------------------------------------------- | ---------------------------------------------------------------------------- | ---------------------------------------------------------------------------- | --------------------------------------------------------------------------------- | --------------------------------------------------------------------------------- | --------------------------------------------------------------------------------- | --------------------------------------------------------------------------------- |
| Overgrootouders                       | Richard II van Normandië (963–1026) ∞ 1000 Judith van Bretagne (982-1017)    | Richard II van Normandië (963–1026) ∞ 1000 Judith van Bretagne (982-1017)    | ? (-) ∞ ? (–)                                                                | ? (-) ∞ ? (–)                                                                | Boudewijn IV van Vlaanderen (980–1035) ∞ 1012 Otgiva van Luxemburg (986-1030)     | Boudewijn IV van Vlaanderen (980–1035) ∞ 1012 Otgiva van Luxemburg (986-1030)     | Robert II van Frankrijk (972-1031) ∞ Constance van Arles (986–1034)               | Robert II van Frankrijk (972-1031) ∞ Constance van Arles (986–1034)               |
| Grootouders                           | Robert de Duivel (1000/1010-1035) ∞ Herleva (1015-1050)                      | Robert de Duivel (1000/1010-1035) ∞ Herleva (1015-1050)                      | Robert de Duivel (1000/1010-1035) ∞ Herleva (1015-1050)                      | Robert de Duivel (1000/1010-1035) ∞ Herleva (1015-1050)                      | Boudewijn V van Vlaanderen (1013-1067) ∞ 1028 Adela van Mesen (1009 of 1014-1079) | Boudewijn V van Vlaanderen (1013-1067) ∞ 1028 Adela van Mesen (1009 of 1014-1079) | Boudewijn V van Vlaanderen (1013-1067) ∞ 1028 Adela van Mesen (1009 of 1014-1079) | Boudewijn V van Vlaanderen (1013-1067) ∞ 1028 Adela van Mesen (1009 of 1014-1079) |
| Ouders                                | Willem de Veroveraar (±1028–1087) ∞ 1051 Mathilde van Vlaanderen (1031-1083) | Willem de Veroveraar (±1028–1087) ∞ 1051 Mathilde van Vlaanderen (1031-1083) | Willem de Veroveraar (±1028–1087) ∞ 1051 Mathilde van Vlaanderen (1031-1083) | Willem de Veroveraar (±1028–1087) ∞ 1051 Mathilde van Vlaanderen (1031-1083) | Willem de Veroveraar (±1028–1087) ∞ 1051 Mathilde van Vlaanderen (1031-1083)      | Willem de Veroveraar (±1028–1087) ∞ 1051 Mathilde van Vlaanderen (1031-1083)      | Willem de Veroveraar (±1028–1087) ∞ 1051 Mathilde van Vlaanderen (1031-1083)      | Willem de Veroveraar (±1028–1087) ∞ 1051 Mathilde van Vlaanderen (1031-1083)      |
| Willem II van Engeland (1060-1100)    |                                                                              |                                                                              |                                                                              |                                                                              |                                                                                   |                                                                                   |                                                                                   |                                                                                   |

- Bibliothèque nationale de France: cb11973717p (data)
- Gemeinsame Normdatei: 123055415
- International Standard Name Identifier: 0000 0000 6701 1880
- Library of Congress Control Number: n50024705
- Nationale Bibliotheek van Israël: 987007270079005171
- Nationale Bibliotheek van Polen: a0000003616884
- Nationale en Universitaire bibliotheek Zagreb: 000490049
- SNAC: w6v98ps9
- Virtual International Authority File: 70172250
- WorldCat: E39PBJcwFxXqMkQB6DD3tFyDbd